# Jean Fleury
Jean Fleury (¿1485?–1527), conocido en España también como Juan Florín o Juan Florentino, fue un oficial de la marina francesa y corsario recordado por haber capturado en 1522 la flota española que viajaba con el fabuloso tesoro que Hernán Cortés había capturado a Moctezuma Xocoyotzin.

## Actividades como oficial y comandante
Jean Fleury fue piloto y comandante al servicio del armador Jean Ango —quien más tarde sería Vizconde de Dieppe— durante el desarrollo de la Guerra de los Cuatro Años. Con base en Normandía, las actividades marítimas de Fleury se desarrollaron en un radio de más de 1000 kilómetros, y al mando de un centenar de hombres realizó sus primeras acciones como corsario durante la guerra.
Existe la teoría de que su nombre real era Giovanni da Verrazzano, natural de Florencia, lugar por el cual adoptó su apodo o apellido. De ser cierta esta teoría, de joven habría viajado por Siria y El Cairo comerciando sedas y especias. De cualquier forma se le vincula como hermano del navegante y cartógrafo italiano Girolamo da Verrazano (o Hieronymus).

## El tesoro de Moctezuma Xocoyotzin
En 1520 Hernán Cortés, al mando de un grupo de conquistadores españoles, fue recibido en México-Tenochtitlan por el emperador Moctezuma Xocoyotzin. Durante su estancia fue hospedado en el palacio de Axayácatl, lugar donde descubrieron accidentalmente en una de las recámaras un tesoro propiedad de la familia real de los mexicas. Cortés y sus hombres se apoderaron del oro y las joyas y, cuando los aztecas se sublevaron contra Cortés y Moctezuma, intentaron llevase el tesoro durante la huida de Tenochtitlan en el episodio conocido como la Noche Triste. Gran parte del tesoro se perdió en los canales de la ciudad.
Un año más tarde y finalizada la conquista de Tenochtitlan, Cortés, en su afán por recuperar el oro perdido, permitió al tesorero Julián de Alderete realizar un interrogatorio y someter a tormento al tlatoani Cuauhtémoc para hacerle confesar el paradero del oro o bien para conseguir más riquezas. Finalmente el quinto del rey, es decir, el 20% del tesoro conseguido, fue conformado por 44 979 pesos de oro, 3689 pesos de oro bajo, 35 marcos y 5 onzas de plata (8139 kg) compuesto por rodelas, máscaras, collares, brazaletes, vasos, figuras de animales y flores, jade, perlas, plumería, aves exóticas, tres tigres (jaguares) vivos y huesos de supuestos gigantes, probablemente de mamut.

## El asalto al oro azteca
Cortés designó a los capitanes Antonio de Quiñones y Alonso de Ávila como responsables para transportar a España en tres embarcaciones el quinto del rey. El tesorero Julián de Alderete los acompañó, pero murió muy poco tiempo después de haber zarpado de San Juan de Ulúa. Durante el viaje los jaguares se soltaron e hirieron a varios marineros, por lo que se acordó matar a los tres ejemplares que transportaban. Cuando llegaron a las Azores se detuvieron en la Isla Terceira, el capitán Antonio de Quiñones «que se preciaba de muy valiente y enamorado revolvióse en aquella isla con una mujer, y hubo sobre ello cierta cuestión, y diéronle una cuchillada de que murió», de esta forma Ávila quedó por único capitán.
El viaje continuó pero en el corto trayecto entre las Azores y la península ibérica, Fleury al mando de seis naves atacó a la pequeña flota española. Capturaron al capitán Alonso de Ávila y a dos de sus naves, pudiendo escapar la tercera nao llamada Santa María de la Rábida la cual era capitaneada por Juan de la Ribera. Éste se ocultó en la isla de Santa María para esperar ayuda de Sevilla, desde donde Pedro Manrique zarpó con dos naves. Al llegar por fin a tierra firme, el obispo Juan Rodríguez de Fonseca confiscó parte del tesoro, pues era contrario a los intereses de Cortés y sus hombres.
Jean Fleury, durante la misma campaña, asaltó otra navío español procedente de Santo Domingo aumentando el botín en 20 000 pesos de oro, perlas, azúcar y cuero.

## Reacciones de los reyes de Francia y de España
Parte del botín fue obsequiado al rey Francisco I de Francia y a su almirante, lo cual despertó la codicia del soberano francés por los territorios de América, pero también cierto temor del poderío que España estaba obteniendo con las riquezas procedentes de sus posesiones de ultramar. Francisco I llegó a exclamar que quería ver el testamento del padre Adán, en donde se especificara el legado a España y Portugal quienes se habían repartido el nuevo continente, por tal motivo justificó plenamente la acción del corsario como lícita. Jean Fleury partió de nuevo a buscarse la vida en el mar con otra armada. 
El capitán Alonso de Ávila fue conducido a La Rochelle donde estuvo prisionero durante dos años, los franceses esperaban una recompensa por su vida. Ávila pudo enviar la tercera carta de relación de Cortés a Castilla, el documento fue enviado de inmediato a Flandes lugar donde se encontraba Carlos I de España. Cuando el recién nombrado emperador se enteró de lo acontecido expresó su sentimiento de pérdida por el tesoro, pero a la vez un sentimiento de alegría al saber que las riquezas que había contemplado el rey de Francia eran una prueba fehaciente del poderío de España, y que su rival dudaría en hacer una guerra directa.

## Captura y muerte de Fleury
Fleury se convirtió en el primer pirata que asaltó embarcaciones procedentes de América. Según sus propias confesiones, atacó a más de ciento cincuenta naves. Durante cinco años operó entre la península ibérica y las islas Canarias hasta que cuatro navíos vizcaínos lo embistieron y capturaron. Jean Fleury, Michel Fere y Mezie de Irizar fueron llevados a la Casa de Contratación en Sevilla. Cuando el rey Carlos I se enteró, ordenó que fueran colgados en el puerto del Pico en Colmenar de Arenas (actual Mombeltrán).

...y luego tornó [el Rey de Francia] á mandar á Juan Florin que volviese con otra armada á buscar la vida por la mar; y de aquel viaje que volvió, ya que llevaba otra gran presa de todas ropas entre Castilla y las islas de Canaria, dió con tres ó cuatro navíos recios y de armada, vizcainos, y los unos por una parte y los otros por otra embisten con el Juan Florin, y le rompen y desbaratan, y préndenle á él y á otros muchos franceses, y les tomaron sus navíos y ropa, y á Juan Florin y á otros capitanes llevaron presos á Sevilla á la casa de la contratacion, y los enviaron presos á su majestad; y despues que lo supo, mandó que en el camino hiciesen justicia dellos, y en el puerto del Pico los ahorcaron
Bernal Díaz del Castillo, Verdadera historia de los sucesos de la conquista de la Nueva-España , edición de 1863, tomo II, p.448

A lo largo de los siglos siguientes, las embarcaciones españolas (y también las portuguesas) seguirían siendo atacadas intermitentemente por piratas franceses ingleses y holandeses.